# Can’t Keep My Hands Off You
Can't Keep My Hands Off You – pierwszy singel grupy Simple Plan z płyty Get Your Heart On!, która została wydana 21 czerwca 2012. Piosenkę śpiewa jako gość specjalny Rivers Cuomo z zespołu Weezer.

## Lista utworów
- Can't Keep My Hands Off You – 3:21

## Teledysk
Teledysk został nakręcony na początku kwietnia i wydany w dniu 20 kwietnia 2011 roku. Wideo opowiada o koncercie tej piosenki na ulicy.